# Avion Express
Avion Express — литовська авіакомпанія зі штаб-квартирою у Вільнюсі. Була заснована в 2005 році під назвою Nordic Soutions Air Services.
Після банкрутства у 2005 році компанії Air Lithuania, в 2009-му — національної авіакомпанії FlyLAL, і в 2010-му — Star1 Airlines, майже весь національний трафік припадає на Avion Express і Small Planet. При цьому значна частина рейсів — чартерні.

## Історія
У 2005 році компанія була основа для виконання чартерних та вантажних авіаперевезень літаками Saab 340. Компанія придбала 4 x Saab 340 для виконання замовлень TNTi Royal Mail.
У 2008 році компанія була перейменована в «Avion Express».
У 2010 році компанію придбала французька інвестиційна компанія Eyjafjöll SAS.
У 2011 році компанія придбала перший пасажирський Airbus 320, протягом наступних 2 років було придбано кілька Airbus A320 і Airbus A319.
У березні 2013 року було знято з маршрутів останній вантажний літак Saab 340.
На липень флот 2017 Avion Express становить 16 літаків, у тому числі 3 нових Airbus A321.

## Флот

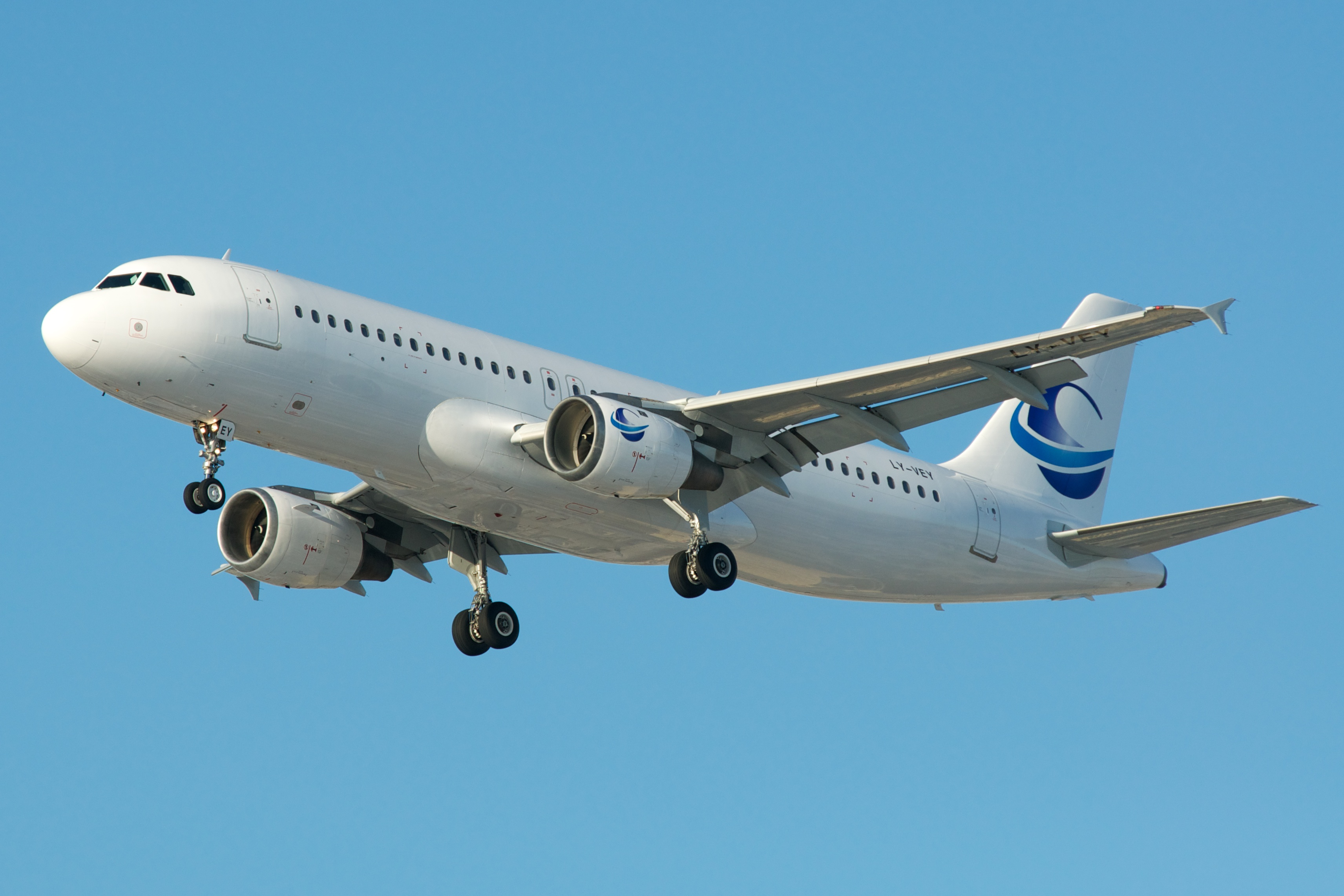
Avion Express Airbus A320-200

Флот на червень 2023 р:
| Тип             | В дії | Пасажири |
| Тип             | В дії | Разом    |
| --------------- | ----- | -------- |
| Airbus A320-200 | 36    | 180      |
| Airbus A321-200 | 3     | 220      |
| Разом           | 39    |          |